# Giacomo Boncompagni
Giacomo Boncompagni (také Jacopo Boncompagni, 8. května 1548 Bologna – 18. srpna 1612 Sora) byl vlivný italský feudál, nelegitimní syn papeže Řehoře XIII. Byl vévodou v Soře, Aquinu, Arce a Arpinu, a markýzem z Vignoly.
Boncompagni byl uměleckým mecenášem. Pierluigi di Palestrina mu věnoval svou první knihu madrigalů. Byl přítelem jiného skladatele, Vincenza Ruffa a milovníkem divadla a šachu.